# Partido Social Democrático (2011)
Der Partido Social Democrático (PSD) ist eine am 21. März 2011 in Salvador da Bahia gegründete brasilianische Partei, nicht zu verwechseln mit dem PSD in Portugal. Sie wurde zunächst vom ehemaligen Bürgermeister von São Paulo, Gilberto Kassab, und dem Vize-Gouverneur Guilherme Afif Domingos angeführt, Präsident ist seit 2016 der Senator Alfredo Cotait Neto. Sie ist eine Abspaltung von der bürgerlich-liberalen Partei Democratas (DEM).

## Geschichte
Den Parteinamen gab es früher schon, in den 1950er Jahren unter Brasiliens früherem Präsidenten Juscelino Kubitschek, ebenso erneut in den 1980er Jahren. Wie damals für Kubitschek soll für die neue Partei auch der Aspekt der Entwicklung maßgebend sein. Die Gründungsmitglieder setzen sich nicht nur aus unzufriedenen Parteimitgliedern der Democratas, sondern auch aus Mitgliedern des Partido Progressista Brasileiro (PP) und des Partido do Movimento Democrático Brasileiro (PMDB) zusammen.
Insgesamt war die Partei schon zum Gründungszeitpunkt in neun Bundesstaaten Brasiliens vertreten. Zu den bekanntesten Überläufern zählten bereits zum damaligen Zeitpunkt Otto Alencar, Vize-Gouverneur von Bahia (ehemals PP), Indio da Costa (ehemals PSDB), sowie von 2011 bis 2013 auch die Senatorin Kátia Abreu (ehemals DEM, ab 2013 PMDB). Bei den Kommunalwahlen 2012 traten als Bürgermeisterkandidaten Carlos Brito für die Hauptstadt Cuiabá des Bundesstaates Mato Grosso an, unterlag jedoch, und mit erfolgreichem Ergebnis Cesar Souza Junior als Stadtpräfekt für Florianópolis in Santa Catarina an.
Der Partido Social Democrático setzt sich für die Aufhebung der gesellschaftlichen Ungleichheiten ein und will sich der Entwicklungsförderung widmen. Zudem werde die Partei sowohl liberale als auch soziale Aspekte vertreten und so beispielsweise die Einkommenstransferprogramme unterstützen. Die Partei versteht sich als dritter Weg zwischen dem Partido dos Trabalhadores (PT) und dem Partido da Social Democracia Brasileira (PSDB), sei "unabhängig geboren" und will sich für eine "verantwortungsvolle Opposition" einsetzen.

## Parteivorsitzende
| Name                | Mandatszeit                      | Anm.  |
| ------------------- | -------------------------------- | ----- |
| Gilberto Kassab     | 21. März 2011 bis 5. Januar 2015 | [ 5 ] |
| Guilherme Campos    | 5. Januar 2015 bis 8. Juni 2016  | [ 5 ] |
| Alfredo Cotait Neto | 8. Juni 2016 –                   |       |

## Abgeordnete aus den Bundesstaaten
| Legislatur- periode | gewählt | AC | AL | AM | AP | BA | CE | DF | ES | GO | MA | MG | MS | MT | PA | PB | PE | PI | PR | RJ | RN | RO | RR | RS | SC | SE | SP | TO |
| ------------------- | ------- | -- | -- | -- | -- | -- | -- | -- | -- | -- | -- | -- | -- | -- | -- | -- | -- | -- | -- | -- | -- | -- | -- | -- | -- | -- | -- | -- |
| 56. (2019–2023)     | 37      | 0  | 1  | 1  | 0  | 5  | 1  | 0  | 0  | 1  | 1  | 3  | 1  | 0  | 3  | 0  | 1  | 1  | 4  | 4  | 1  | 1  | 1  | 1  | 2  | 1  | 2  | 0  |

Zwei Abgeordnete üben ihr Amt nicht aus, da sie zu Staatssekretären berufen wurden.